# 8 Hours of Bahrain 2022

Tor Bahrain International Circuit

8 Hours of Bahrain 2022 (Bapco 8 Hours of Bahrain 2022) – długodystansowy wyścig samochodowy, który odbył się 12 listopada 2022 roku. Był on ostatnią rundą sezonu 2022 serii FIA World Endurance Championship. Wyścig ten był ostatnim dla klasy LMGTE Pro.

## Uczestnicy
Nico Müller zastąpił Jamesa Rossitera w załodze #94 Peugeot TotalEnergies, który zakończył karierę wyścigową i został szefem zespołu Maserati MSG Racing w Formule E. Zastępcą Müllera w załodze #10 Vector Sport był Renger van der Zande. René Rast powrócił do załogi #31 WRT po nieobecności podczas poprzedniej rundy z powodu kolizji terminarzy z DTM. Phillip Hyett oraz Gunnar Jeannette dołączyli do załogi #56 Team Project 1.
Załoga #44 ARC Bratislava powróciła po nieobecności na torze Fuji. Do Miroslava Konôpki dołączyli Mathias Beche i Richard Bradley.

## Harmonogram
| Dzień                  | Godzina | Sesja                             | Długość  |
| ---------------------- | ------- | --------------------------------- | -------- |
| Czwartek, 10 listopada | 12:15   | Pierwsza sesja treningowa         | 90 minut |
| Czwartek, 10 listopada | 17:30   | Druga sesja treningowa            | 90 minut |
| Piątek, 11 listopada   | 11:00   | Trzecia sesja treningowa          | 60 minut |
| Piątek, 11 listopada   | 16:50   | Kwalifikacje LMGTE Pro i LMGTE Am | 10 minut |
| Piątek, 11 listopada   | 17:10   | Kwalifikacje Hypercar i LMP2      | 10 minut |
| Sobota, 12 listopada   | 14:00   | Wyścig                            | 8 godzin |
| Źródło                 |         |                                   |          |

## Sesje treningowe
| Klasa          | Zespół                    | Samochód            | Czas           | Okr.           |                |
| Sesja pierwsza | Sesja pierwsza            | Sesja pierwsza      | Sesja pierwsza | Sesja pierwsza | Sesja pierwsza |
| -------------- | ------------------------- | ------------------- | -------------- | -------------- | -------------- |
| Hypercar       | #93 Peugeot TotalEnergies | Peugeot 9X8         | 1:50,536       | 29             |                |
| LMP2           | #83 AF Corse              | Oreca 07            | 1:52,144       | 38             |                |
| LMGTE Pro      | #92 Porsche GT Team       | Porsche 911 RSR-19  | 1:58,025       | 39             |                |
| LMGTE Am       | #56 Team Project 1        | Porsche 911 RSR-19  | 1:59,636       | 36             |                |
| Sesja druga    |                           |                     |                |                |                |
| Hypercar       | #93 Peugeot TotalEnergies | Peugeot 9X8         | 1:49,613       | 39             |                |
| LMP2           | #83 AF Corse              | Oreca 07            | 1:51,787       | 9              |                |
| LMGTE Pro      | #92 Porsche GT Team       | Porsche 911 RSR-19  | 1:57,192       | 36             |                |
| LMGTE Am       | #46 Team Project 1        | Porsche 911 RSR-19  | 1:59,717       | 38             |                |
| Sesja trzecia  |                           |                     |                |                |                |
| Hypercar       | #7 Toyota Gazoo Racing    | Toyota GR010 Hybrid | 1:48,384       | 28             |                |
| LMP2           | #31 WRT                   | Oreca 07            | 1:51,792       | 27             |                |
| LMGTE Pro      | #91 Porsche GT Team       | Porsche 911 RSR-19  | 1:57,089       | 26             |                |
| LMGTE Am       | #46 Team Project 1        | Porsche 911 RSR-19  | 2:00,079       | 25             |                |

## Kwalifikacje
Pole position w każdej kategorii oznaczone jest pogrubieniem.
| Poz.   | Klasa     | Zespół                        | Kierowca              | Czas     | Strata  | Poz. s. |
| ------ | --------- | ----------------------------- | --------------------- | -------- | ------- | ------- |
| 1      | Hypercar  | #8 Toyota Gazoo Racing        | Brendon Hartley       | 1:46,800 | —       | 1       |
| 2      | Hypercar  | #93 Peugeot TotalEnergies     | Paul di Resta         | 1:47,610 | +0,810  | 2       |
| 3      | Hypercar  | #7 Toyota Gazoo Racing        | Mike Conway           | 1:47,738 | +0,938  | 3       |
| 4      | Hypercar  | #94 Peugeot TotalEnergies     | Gustavo Menezes       | 1:48,334 | +1,534  | 4       |
| 5      | Hypercar  | #36 Alpine ELF Team           | Matthieu Vaxivière    | 1:48,343 | +1,543  | 5       |
| 6      | LMP2      | #41 RealTeam by WRT           | Norman Nato           | 1:50,330 | +3,530  | 6       |
| 7      | LMP2      | #38 Jota                      | William Stevens       | 1:50,467 | +3,667  | 7       |
| 8      | LMP2      | #22 United Autosports USA     | Filipe Albuquerque    | 1:50,497 | +3,697  | 8       |
| 9      | LMP2      | #83 AF Corse                  | Alessio Rovera        | 1:50,546 | +3,746  | 9       |
| 10     | LMP2      | #44 ARC Bratislava            | Mathias Beche         | 1:50,619 | +3,819  | 10      |
| 11     | LMP2      | #23 United Autosports USA     | Alexander Lynn        | 1:50,661 | +3,861  | 11      |
| 12     | LMP2      | #10 Vector Sport              | Sébastien Bourdais    | 1:50,766 | +3,966  | 12      |
| 13     | LMP2      | #31 WRT                       | Robin Frijns          | 1:50,802 | +4,002  | 13      |
| 14     | LMP2      | #1 Richard Mille Racing Team  | Charles Milesi        | 1:50,857 | +4,057  | 14      |
| 15     | LMP2      | #9 Prema Orlen Team           | Louis Delétraz        | 1:51,110 | +4,310  | 15      |
| 16     | LMP2      | #45 Algarve Pro Racing        | James Allen           | 1:51,479 | +4,679  | 16      |
| 17     | LMP2      | #34 Inter Europol Competition | Alex Brundle          | 1:51,661 | +4,861  | 17      |
| 18     | LMP2      | #35 Ultimate                  | Matthieu Lahaye       | 1:51,821 | +5,021  | 18      |
| 19     | LMGTE Pro | #91 Porsche GT Team           | Gianmaria Bruni       | 1:56,143 | +9,343  | 19      |
| 20     | LMGTE Pro | #52 AF Corse                  | Antonio Fuoco         | 1:56,419 | +9,619  | 20      |
| 21     | LMGTE Pro | #92 Porsche GT Team           | Michael Christensen   | 1:56,439 | +9,639  | 21      |
| 22     | LMGTE Pro | #51 AF Corse                  | Alessandro Pier Guidi | 1:56,472 | +9,672  | 22      |
| 23     | LMGTE Pro | #64 Corvette Racing           | Nick Tandy            | 1:57,539 | +10,739 | 23      |
| 24     | LMGTE Am  | #85 Iron Dames                | Sarah Bovy            | 1:59,186 | +12,386 | 24      |
| 25     | LMP2      | #28 Jota                      | Oliver Rasmussen      | 1:59,503 | +12,703 | 25      |
| 26     | LMGTE Am  | #33 TF Sport                  | Ben Keating           | 1:59,698 | +12,898 | 26      |
| 27     | LMGTE Am  | #77 Dempsey - Proton Racing   | Christian Ried        | 1:59,708 | +12,908 | 27      |
| 28     | LMGTE Am  | #46 Team Project 1            | Nicolas Leutwiler     | 2:00,030 | +13,230 | 28      |
| 29     | LMGTE Am  | #54 AF Corse                  | Thomas Flohr          | 2:00,489 | +13,689 | 29      |
| 30     | LMGTE Am  | #86 GR Racing                 | Michael Wainwright    | 2:00,597 | +13,797 | 30      |
| 31     | LMGTE Am  | #21 AF Corse                  | Christoph Ulrich      | 2:00,715 | +13,915 | 31      |
| 32     | LMGTE Am  | #71 Spirit of Race            | Franck Dezoteux       | 2:00,733 | +13,933 | 32      |
| 33     | LMGTE Am  | #98 NorthWest AMR             | Paul Dalla Lana       | 2:01,100 | +14,300 | 33      |
| 34     | LMGTE Am  | #60 Iron Lynx                 | Claudio Schiavoni     | 2:01,303 | +14,503 | 34      |
| 35     | LMGTE Am  | #56 Team Project 1            | Phillip Hyett         | 2:01,307 | +14,507 | 35      |
| 36     | LMGTE Am  | #88 Dempsey - Proton Racing   | Fred Poordad          | 2:01,361 | +14,561 | 36      |
| 37     | LMGTE Am  | #777 D'Station Racing         | Satoshi Hoshino       | 2:01,730 | +14,930 | 37      |
| Źródła |           |                               |                       |          |         |         |

## Wyścig

### Wyniki
Minimum do bycia sklasyfikowanym (70 procent dystansu pokonanego przez zwycięzców wyścigu) wyniosło 171 okrążeń. Zwycięzcy klas są oznaczeni pogrubieniem.
| Poz.              | Klasa         | Zespół                        | Kierowcy                                                | Samochód                 | Opony | Okr. | Czas/Strata  |
| ----------------- | ------------- | ----------------------------- | ------------------------------------------------------- | ------------------------ | ----- | ---- | ------------ |
| 1                 | Hypercar      | #7 Toyota Gazoo Racing        | Mike Conway Kamui Kobayashi José María López            | Toyota GR010 Hybrid      | M     | 245  | 8:00:40,920  |
| 2                 | Hypercar      | #8 Toyota Gazoo Racing        | Sébastien Buemi Brendon Hartley Ryo Hirakawa            | Toyota GR010 Hybrid      | M     | 245  | +45,471      |
| 3                 | Hypercar      | #36 Alpine ELF Team           | André Negrão Nicolas Lapierre Matthieu Vaxivière        | Alpine A480              | M     | 243  | +2 okrążenia |
| 4                 | Hypercar      | #94 Peugeot TotalEnergies     | Loïc Duval Gustavo Menezes Nico Müller                  | Peugeot 9X8              | M     | 239  | +6 okrążeń   |
| 5                 | LMP2          | #31 WRT                       | Sean Gelael Robin Frijns René Rast                      | Oreca 07                 | G     | 237  | +8 okrążeń   |
| 6                 | LMP2          | #23 United Autosports USA     | Alexander Lynn Oliver Jarvis Joshua Pierson             | Oreca 07                 | G     | 237  | +8 okrążeń   |
| 7                 | LMP2          | #38 Jota                      | Roberto González Antonio Felix da Costa William Stevens | Oreca 07                 | G     | 236  | +9 okrążeń   |
| 8                 | LMP2          | #9 Prema Orlen Team           | Robert Kubica Louis Delétraz Lorenzo Colombo            | Oreca 07                 | G     | 236  | +9 okrążeń   |
| 9                 | LMP2          | #41 RealTeam by WRT           | Rui Andrade Ferdinand Habsburg Norman Nato              | Oreca 07                 | G     | 236  | +9 okrążeń   |
| 10                | LMP2          | #22 United Autosports USA     | Philip Hanson Filipe Albuquerque William Owen           | Oreca 07                 | G     | 236  | +9 okrążeń   |
| 11                | LMP2          | #28 Jota                      | Oliver Rasmussen Edward Jones Jonathan Aberdein         | Oreca 07                 | G     | 236  | +9 okrążeń   |
| 12                | LMP2          | #1 Richard Mille Racing Team  | Lilou Wadoux Paul-Loup Chatin Charles Milesi            | Oreca 07                 | G     | 235  | +10 okrążeń  |
| 13                | LMP2          | #10 Vector Sport              | Renger van der Zande Ryan Cullen Sébastien Bourdais     | Oreca 07                 | G     | 235  | +10 okrążeń  |
| 14                | LMP2 (Pro-Am) | #83 AF Corse                  | François Perrodo Nicklas Nielsen Alessio Rovera         | Oreca 07                 | G     | 235  | +10 okrążeń  |
| 15                | LMP2 (Pro-Am) | #35 Ultimate                  | Jean-Baptiste Lahaye Matthieu Lahaye François Heriau    | Oreca 07                 | G     | 235  | +10 okrążeń  |
| 16                | LMP2 (Pro-Am) | #45 Algarve Pro Racing        | Steven Thomas James Allen René Binder                   | Oreca 07                 | G     | 235  | +10 okrążeń  |
| 17                | LMGTE Pro     | #52 AF Corse                  | Miguel Molina Antonio Fuoco                             | Ferrari 488 GTE Evo      | M     | 231  | +14 okrążeń  |
| 18                | LMGTE Pro     | #64 Corvette Racing           | Tommy Milner Nick Tandy                                 | Chevrolet Corvette C8.R  | M     | 230  | +15 okrążeń  |
| 19                | LMGTE Pro     | #92 Porsche GT Team           | Michael Christensen Kévin Estre                         | Porsche 911 RSR-19       | M     | 230  | +15 okrążeń  |
| 20                | LMGTE Pro     | #91 Porsche GT Team           | Gianmaria Bruni Richard Lietz                           | Porsche 911 RSR-19       | M     | 230  | +15 okrążeń  |
| 21                | LMGTE Pro     | #51 AF Corse                  | Alessandro Pier Guidi James Calado                      | Ferrari 488 GTE Evo      | M     | 227  | +18 okrążeń  |
| 22                | LMP2 (Pro-Am) | #44 ARC Bratislava            | Miroslav Konôpka Mathias Beche Richard Bradley          | Oreca 07                 | G     | 227  | +18 okrążeń  |
| 23                | LMGTE Am      | #46 Team Project 1            | Matteo Cairoli Mikkel Pedersen Nicolas Leutwiler        | Porsche 911 RSR-19       | M     | 226  | +19 okrążeń  |
| 24                | LMGTE Am      | #56 Team Project 1            | Phillip Hyett Gunnar Jeannette Ben Barnicoat            | Porsche 911 RSR-19       | M     | 226  | +19 okrążeń  |
| 25                | LMGTE Am      | #85 Iron Dames                | Rahel Frey Michelle Gatting Sarah Bovy                  | Ferrari 488 GTE Evo      | M     | 226  | +19 okrążeń  |
| 26                | LMGTE Am      | #33 TF Sport                  | Ben Keating Henrique Chaves Marco Sørensen              | Aston Martin Vantage AMR | M     | 226  | +19 okrążeń  |
| 27                | LMGTE Am      | #98 NorthWest AMR             | Paul Dalla Lana David Pittard Nicki Thiim               | Aston Martin Vantage AMR | M     | 226  | +19 okrążeń  |
| 28                | LMGTE Am      | #86 GR Racing                 | Michael Wainwright Riccardo Pera Benjamin Barker        | Porsche 911 RSR-19       | M     | 226  | +19 okrążeń  |
| 29                | LMGTE Am      | #54 AF Corse                  | Thomas Flohr Francesco Castellacci Nicholas Cassidy     | Ferrari 488 GTE Evo      | M     | 226  | +19 okrążeń  |
| 30                | LMGTE Am      | #77 Dempsey - Proton Racing   | Christian Ried Sebastian Priaulx Harry Tincknell        | Porsche 911 RSR-19       | M     | 226  | +19 okrążeń  |
| 31                | LMGTE Am      | #60 Iron Lynx                 | Claudio Schiavoni Matteo Cressoni Giancarlo Fisichella  | Ferrari 488 GTE Evo      | M     | 225  | +20 okrążeń  |
| 32                | LMGTE Am      | #777 D'Station Racing         | Satoshi Hoshino Tomonobu Fujii Charles Fagg             | Aston Martin Vantage AMR | M     | 225  | +20 okrążeń  |
| 33                | LMGTE Am      | #21 AF Corse                  | Simon Mann Christoph Ulrich Toni Vilander               | Ferrari 488 GTE Evo      | M     | 225  | +20 okrążeń  |
| 34                | LMGTE Am      | #88 Dempsey - Proton Racing   | Fred Poordad Patrick Lindsey Jan Heylen                 | Porsche 911 RSR-19       | M     | 224  | +21 okrążeń  |
| 35                | LMGTE Am      | #71 Spirit of Race            | Franck Dezoteux Pierre Ragues Gabriel Aubry             | Ferrari 488 GTE Evo      | M     | 224  | +21 okrążeń  |
| Niesklasyfikowani |               |                               |                                                         |                          |       |      |              |
|                   | LMP2          | #34 Inter Europol Competition | Jakub Śmiechowski Alex Brundle Esteban Gutiérrez        | Oreca 07                 | G     | 231  |              |
|                   | Hypercar      | #93 Peugeot TotalEnergies     | Paul di Resta Mikkel Jensen Jean-Éric Vergne            | Peugeot 9X8              | M     | 171  |              |

### Statystyki

#### Najszybsze okrążenie
| Klasa     | Kierowca         | Zespół                    | Czas     | Okr. |
| --------- | ---------------- | ------------------------- | -------- | ---- |
| Hypercar  | Jean-Éric Vergne | #93 Peugeot TotalEnergies | 1:49,709 | 62   |
| LMP2      | Robin Frijns     | #31 WRT                   | 1:51,732 | 209  |
| LMGTE Pro | James Calado     | #51 AF Corse              | 1:57,993 | 123  |
| LMGTE Am  | Matteo Cairoli   | #46 Team Project 1        | 1:58,873 | 181  |
| Źródło    |                  |                           |          |      |

#### Prowadzenie w wyścigu
| Zespół                    | Okrążenia                                         | Suma     |          |
| Hypercar                  | Hypercar                                          | Hypercar | Hypercar |
| ------------------------- | ------------------------------------------------- | -------- | -------- |
| #8 Toyota Gazoo Racing    | 1–95, 124–125                                     | 97       |          |
| #7 Toyota Gazoo Racing    | 96–123, 126–245                                   | 148      |          |
| LMP2                      |                                                   |          |          |
| #22 United Autosports USA | 1–20, 22–71, 80                                   | 71       |          |
| #83 AF Corse              | 21                                                | 1        |          |
| #31 WRT                   | 72–79, 81–100, 103–121, 124–144, 146–165, 168–237 | 158      |          |
| #9 Prema Orlen Team       | 101–102, 122–123, 145, 166–167                    | 7        |          |
| LMGTE Pro                 |                                                   |          |          |
| #92 Porsche GT Team       | 1–24                                              | 24       |          |
| #52 AF Corse              | 25–32, 169–183, 188–201, 203–231                  | 66       |          |
| #51 AF Corse              | 33–168                                            | 136      |          |
| #64 Corvette Racing       | 184–187, 202                                      | 5        |          |
| LMGTE Am                  |                                                   |          |          |
| #85 Iron Dames            | 1–10, 60–178, 180–185, 207                        | 136      |          |
| #71 Spirit Of Race        | 11–30                                             | 20       |          |
| #54 AF Corse              | 31–59                                             | 29       |          |
| #46 Team Project 1        | 179, 186–206, 208–226                             | 41       |          |
| Źródło                    |                                                   |          |          |